# 파울리나 가르시아
파울리나 가르시아(Paulina García, 1960년 11월 27일 ~ )는 칠레의 배우이다.

## 출연 작품
- 블랙 비치 (2020)
- 베라 (2019)
- 썸 비스츠 (2019)
- 7일간의 정상회담 (2017)
- 사막의 신부 (2017)
- 리틀 맨 (2016)
- 헛소동 (2016)
- 33 (2015)
- 보이스 오버 (2014)
- 아이엠 낫 로레나 (2014)
- 일리터러트 (2013)
- 글로리아 (2013)